# Glaucidium bolivianum
Glaucidium bolivianum là một loài chim trong họ Strigidae.